# Dračí štít
Dračí štít je součástí skupiny tatranských štítů, označované „Koruna Vysoké“: Těžký štít, dvouvrcholový Vysoká a Dračí štít. Nachází se v jihovýchodním bočním hřebeni, který vybíhá z Vysoké. Je mezi horolezci oblíben pro pevnou skálu a krásné výhledy.[zdroj⁠?!]

## Topografie
Má dva vrcholy - severozápadní Malý Dračí štít (2518 m n. m.) a jihovýchodní Velký Dračí štít (2523 m n. m.). Od Vysoké ho odděluje Vyšné Dračie sedlo. Boční jihovýchodní hřeben pokračuje na Velký a Malý Dračí zub, Vyšnú štrbinu pod ihlou, Ihlu v Dračom, Nižnú štrbinu pod ihlou a tři Ošarpance. Tento hřeben odděluje Rumanovu dolinku od kotlinky pod Dračím sedlem.

## Několik zajímavých výstupů
- 1905 - První výstup A. Martin, E. Breuer ml., jihovýchodním hřebenem od Nižné štrbiny pod ihlou, II-III. hřebenovka.
- 1930 - Prvovýstup S. Bernardzikievicz a A. Kenar, severozápadní stěnou z Rumanovy dolinky, III.
- 2005 - Prvovýstup „Cesta pre Lukáša“, M. Bobovčák, I. Franková a M. Medvec, VI.

Tři cesty v jižní stěně má Arno Puškáš.

## Pověst
V Dračím údolíčku žil drak, který lidem žral dobytek, ovce a nakonec i dívky. Ani mládenci ho nepřemohli. Teprve když přišla na řadu Betka Havrančíková, šla do hor její matka a vykřikla: "Ve jménu lásky tě zaklínám, bestie pekelná, proměň se na skálu!" Stalo se, a tak máme Dračí Hlavu i Záda, Zuby, Drápy a nejvyšší je ocas – Dračí štít. V prohlubni jeho pelíšku vzniklo Dračí pleso.

## Galerie

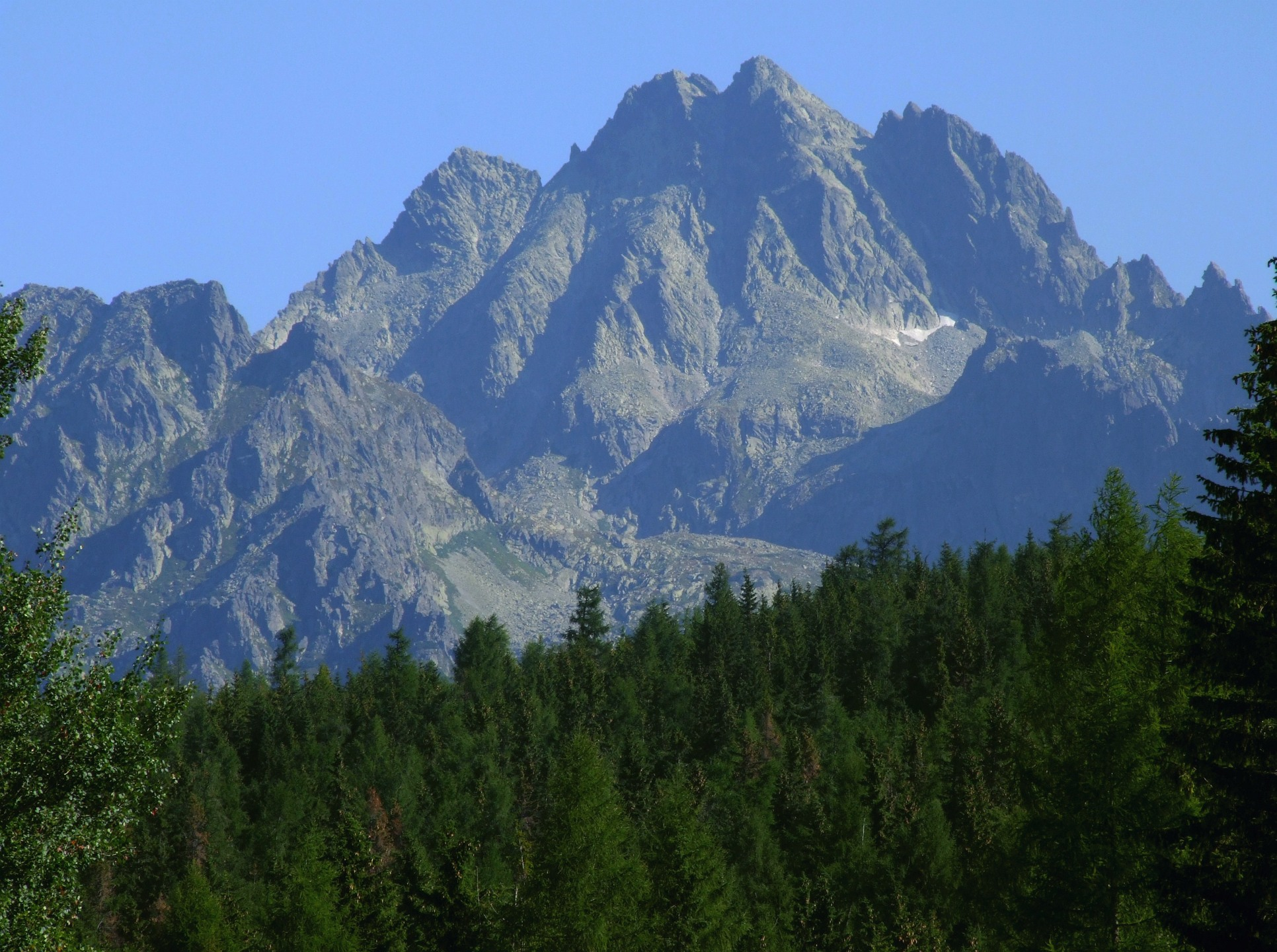
Koruna Vysoké z jihu, dá se rozeznat Ihla v Dračom
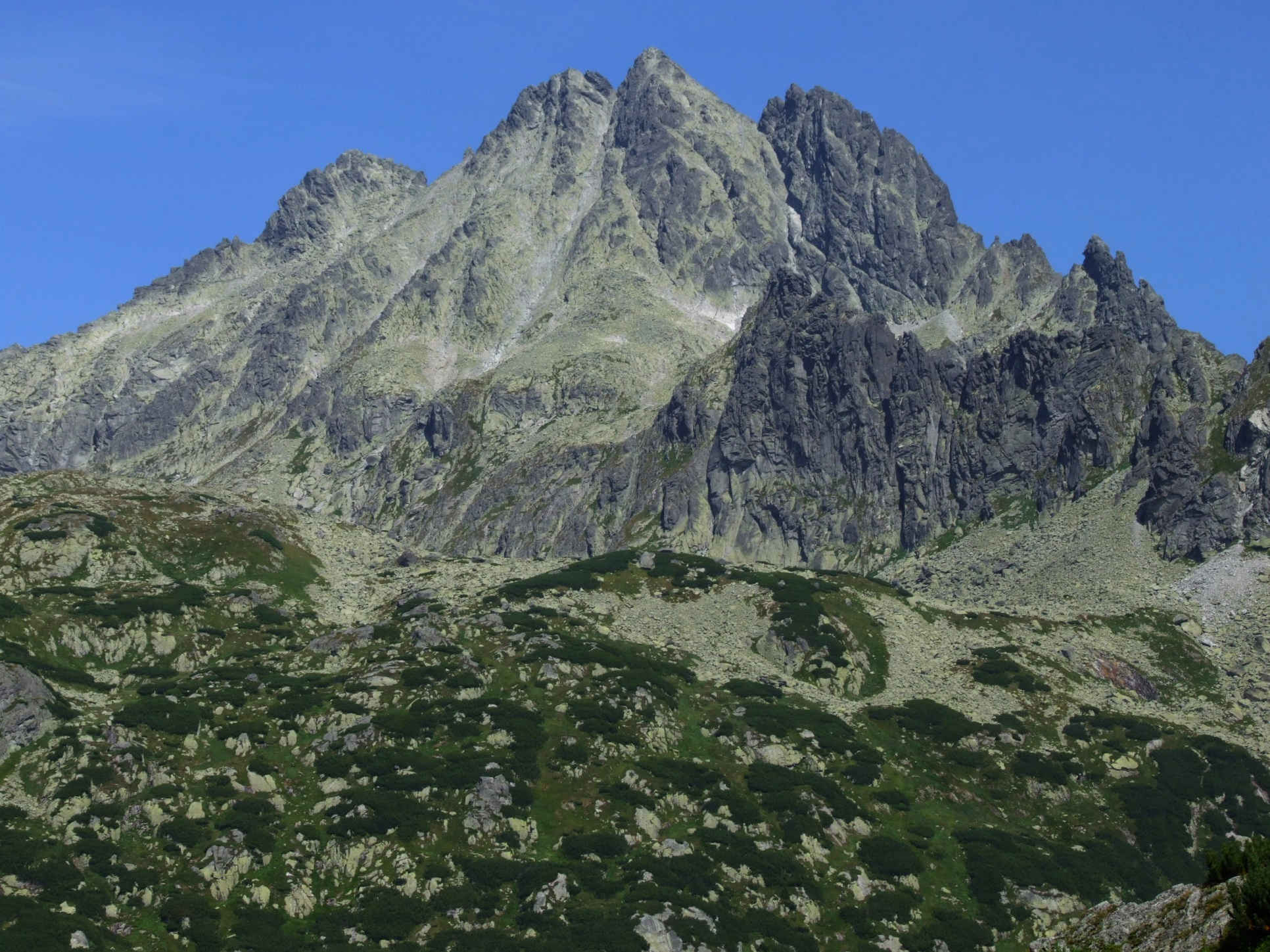
Koruna Vysoké, tmavý hrot Ošarpancov úplně vpravo. Vpředu je členitý hřeben Dračej hlavy.